# Ketourah
Dans le Livre de la Genèse, Ketourah (en hébreu : קְטוּרָה, qui signifie « encens », « parfumé », « lumière »), écrit aussi Ketura ou Qetuwrah, est l'épouse d'Abraham après le décès de Sarah. Une tradition rabbinique identifie Ketourah à Agar.
Elle est décrite comme la « concubine d'Abraham » (1 Ch 1. 32).

## Ketourah et Agar
Ketourah est peut-être un autre nom d'Agar,.
Ismaël campe en face de tous ses frères, qui sont les fils de Ketourah.

## Enfants de Ketourah
Les six fils de Ketourah sont Zimran (en), Yoqshan (en), Medan (en), Madian, Yishbaq (en) et Shouah (en),.
Abraham leur fait des cadeaux de son vivant et les fait partir loin d'Isaac au pays d'Orient.
Yishbaq (en) et Shouah (en) sont les fondateurs des royaumes de Yashbuqi et de Shukku dans le Nord de la Syrie.
Shouah (en) a pour descendant Bildad un ami de Job,,,,.

## Arbre généalogique
- Abraham a une épouse Sarah et une concubine Agar. Après la mort de Sarah, il épouse  Ketourah identifiée à Agar par une tradition rabbinique[2],[3].
  - Ismaël, fils d'Agar
    - Nebaïoth
    - Qédar, éponyme du Royaume de Qédar
    - Adbéel
    - Mibsam
    - Mishma'
    - Douma
    - Massa
    - Hadad
    - Téma, qui a donné son nom à l'oasis de Téma en Arabie
    - Yetour, dont les descendants sont vaincus par la tribu de Gad, par la tribu de Ruben et par la demi-tribu de Manassé[14]
    - Naphish, dont les descendants sont vaincus par la tribu de Gad, par la tribu de Ruben et par la demi-tribu de Manassé[14]
    - Qédma
    - Mahalath ou Basmath, mariée à son cousin Ésaü

  - Isaac, fils de Sarah, marié à Rébecca
    - Ésaü, une de ses femmes est Mahalath ou Basmath fille d'Ismaël, installé sur le mont Séïr et l'ancêtre des Édomites du royaume d'Édom
    - Jacob appelé aussi Israël

  - Zimran (en), fils de Ketourah, fondateur de la ville de Zabram en Arabie située entre La Mecque et Médine
  - Yoqshan (en), fils de Ketourah
    - Sheba (Bible)
    - Dedan

  - Medan (en)
  - Madian, fils de Ketourah, qui a donné son nom au pays de Madian habité par les Madianites.
    - Epha (en)
    - Epher (en)
    - Hanok
    - Abida (en)
    - Eldaa

  - Yishbaq (en), fils de Ketourah, fondateur du royaume de Yashbuqi dans le nord de la Syrie
  - Shouah (en), fils de Ketourah, fondateur du royaume de Shukku dans le nord de la Syrie

## Ketourah et le bahaïsme
Ketourah est dans la foi baha'ie l'ancêtre de Baha'u'llah qui le relie avec Abraham. Pour les baha'is c'est l'une des preuves que Baha'u'llah est bien prophète puisqu'il est bien issu d'Abraham.

## Kibboutz Ketourah
Keturah, Israel (en) est un kibboutz dans le sud de l'État d'Israël. Situé au nord d'Eilat dans la vallée de l'Aravat, il relève de la compétence du conseil régional de Hevel Eilot.